# Persoonia hirsuta
Persoonia hirsuta är en tvåhjärtbladig växtart. Persoonia hirsuta ingår i släktet Persoonia och familjen Proteaceae.

## Underarter
Arten delas in i följande underarter:
- P. h. evoluta
- P. h. hirsuta